# 施丁草
施丁草（学名：Stimpsonia chamaedryoides）为报春花科施丁草属下的一个种。